# Glasdegib
Le glasdegib est un médicament indiqué dans le traitement de la leucémie aigüe myéloïde. C'est une thérapie ciblée, inhibant la voie Hedgehog. Son utilisation a été approuvée aux États-Unis en 2018 et Europe en 2020.

## Indication
Le glasdegib est indiqué dans le traitement de la leucémie aigüe myéloïde nouvellement diagnostiquée, en association avec la cytarabine à faible dose.

## Effets indésirables
L'administration de glasdegib peut provoquer une élévation de la concentration en ALAT (une enzyme hépatique) dans le sang, ce qui peut témoigner d'une hépatotoxicité du médicament.

## Pharmacologie

### Mécanisme d'action
La voie Hedgehog est impliqué dans la transmission de signaux au niveau cellulaire. Le glasdegib inhibe la protéine Smoothened, présente au niveau de la membrane de la cellule qui impliqué dans la voie Hedgehog.

### Pharmacocinétique
Le glasdegib est administré par voie orale et possède une biodisponibilité de 77%, qui peut être diminuée par la prise concomitante d'un repas riche en graisse.